# Tennesseellum
Definitie
Item 1
Item 2
Tennesseellum is een geslacht van spinnen uit de familie hangmatspinnen (Linyphiidae).

## Soorten
De volgende soorten zijn bij het geslacht ingedeeld:
- Tennesseellum formica (Emerton, 1882)
- Tennesseellum gollum Duperre, 2013